# Comuna Bibșceanî, Zolociv
Bibșceanî (în ucraineană Бібщани) este o comună în raionul Zolociv, regiunea Liov, Ucraina, formată din satele Bibșceanî (reședința) și Nestiukî.

## Demografie
Componența lingvistică a comunei Bibșceanî
     Ucraineană (99,7%)
     Alte limbi (0,3%)
Conform recensământului din 2001, majoritatea populației comunei Bibșceanî era vorbitoare de ucraineană (99,7%), existând în minoritate și vorbitori de alte limbi.